# Fujiwara no Moromichi
Fujiwara no Moromichi (藤原師通, [[[1062]] - 1099] Erro: {{japonês}}: texto da transliteração contém caractere não latino (pos 19) (ajuda)), filho de Morozane,  foi um membro da Corte no final do período Heian da história do Japão.Líder do Ramo Hokke do Clã Fujiwara foi nomeado como Kanpaku e Udaijin. Ele também era conhecido como Go-nijyo dono (後二条殿) ou Nijyo-kampaku (二条関白). Embora fosse o Kampaku do Imperador Horikawa era acossado pelo então Imperador aposentado Shirakawa, e como morreu jovem aos 37 anos de idade, Shirakawa pode consolidar seu poder.

## Carreira
Moromichi foi comandante sênior do Exercito imperial da esquerda (encarregado de proteger o Imperador com sede na capital) entre 1072 e 1084 durante o reinado de Shirakawa.
Moromichi  foi nomeado Naidaijin em 1084 (no mesmo dia em que seu pai Morozane renunciou  ao cargo), quando contava com 22 anos de idade.
Já no reinado de Horikawa,  Moromich foi nomeado Daijō Daijin em 9 de março de 1094, quando tinha 33 anos.
Aos 11 dias deste mesmo mês, foi nomeado líder dos Hokke  Fujiwara.
| Precedido por Fujiwara no Morozane  | 23º Daijō Daijin (1094 - 1099)              | Sucedido por Fujiwara no Tadazane |
| Precedido por Fujiwara no Yoshinaga | 18º Naidaijin (1084 - 1094)                 | Sucedido por Minamoto no Masazane |
| Precedido por Fujiwara no Morozane  | -- 17º Líder dos Hokke Fujiwara (1094-1099) | Sucedido por Fujiwara no Tadazane |